# Age of Empires III
Age of Empires III (förkortat till AOE III eller Age 3) är ett realtidsstrategi-datorspel och det tredje i Age of Empires-serien. Spelet är utvecklat av Ensemble studios och utgivet av Microsoft Studios. Mac-versionen utvecklades och publicerades av Destineers MacSoft Games. PC-versionen släpptes den 18 oktober 2005 i Nordamerika och den 4 november 2005 i Europa, medan Mac-versionen släpptes den 21 november 2006 i Nordamerika och den 29 september 2006 i Europa. En version för N-Gage av spelet släpptes den 28 april 2009 av utvecklaren Glu Mobile.
Fokus flyttas från antiken och medeltiden till kolonialtiden, det vill säga spelet utspelar sig under den europeiska koloniseringen av Amerika någon gång mellan 1492 och 1850.
Age of Empires III har infört flera nya egenskaper jämfört med föregångaren i serien, bland annat tilläggen av "Hemstad". Spelaren kan välja att spela som åtta olika civilisationer, samt tre ytterligare per expansionspack. Det gäller huvudsakligen att lägga beslag på handeln i närområdet, alliera sig med urinvånarna och förstöra fiendens kolonier (Skirmish).
Spelet innehåller även en 24 banor lång enspelarkampanj (Campaign), där man får följa den fiktiva släkten Blacks äventyr i en serie av tre akter (Acts), på 8 banor per akt. Enspelarkampanjen handlar om tiden från Amerikas upptäckt till början av 1800-talet. Spelet har även onlinespelsmöjligheter, där det finns olika militära grader beroende på hur duktig man är. Man börjar som "Conscript" och genom att vinna matcher och få s.k. experience points (XP) kan man steg för steg avancera i militärgraderna. I online-delen finns det tre olika spelstilar: rush (snabb attack), boming (ekonomisk satsning) och turtling (försvar).
En expansion släpptes 20 oktober 2006 vid namn The War Chiefs som bland annat innehåller tre spelbara urinvånarcivilisationer, irokeserna, siouxerna och aztekerna. Deras utforskare, explorer, är mycket kraftfullare än de vanliga utforskarna. Ytterligare en expansion, The Asian Dynasties släpptes den 2 november 2007. Spelet innehåller tre asiatiska civilisationer, Japan, Indien och Kina. Flera olika kartor i Asien skapades också, däribland en föreställande handelsvägen Sidenvägen.
Age of Empires III: The Napoleonic Era är en inofficiell mod som släpptes 2006 och har en gemenskap som fortfarande är aktiv med att lägga till nya funktioner, vilket skedde senast 2015.
Age of Empires III har sålts i över 2 miljoner exemplar sedan maj 2008. Spelet har fått positiv kritik, ett par utmärkelser (t.ex. GameSpys "Best RTS game of 2005") och var ett av de bäst säljande spelen under 2005.

## Spelet
Spelprocessen är ganska klassiskt uppbyggt, vilket innebär att spelet är slut då en eller flera motståndare ger upp eller har eliminerats. Elimination sker när alla enheter (som kan döda andra enheter) har dött.
Under varje omgång i spelet kommer spelaren från början ha ett centrum (Town Center), en upptäcktsresande (Explorer) och flera nybyggare. Man kan också välja att börja med en upptäcktsresande och en prärievagn (en vagn som man kan bygga Town Centers med). Till skillnad från de andra Age of Empires-spelen kommer man att använda krutvapen för krigföring, bland annat artilleri och gevärsskyttar. I banorna i spelet finns det infödda stammar och handelsplatser, som spelaren kan använda till sin favör. Spelaren måste utforska hela kartan och börja samla naturresurser, som mat, mynt eller trä som används för att kunna träna upp fler enheter, bygga upp fler byggnader och uppgradera spelarens teknologi. Spelaren går framåt genom att låsa upp nya teknologiska epoker (Ages), som representerar historiska tidsperioder. Dessa epoker ger tillgång till större uppgraderingar, bättre enheter och större byggnader. Epokerna är Discovery Age (Upptäcktsresornas epok), Colonial Age (Europeiska koloniseringen av Amerika), Fortress Age (Befästningen av de europeiska kolonierna), Industrial Age (Industriella revolutionen) och Imperial Age (Imperialism). Varje epok eller tidsperiod som spelaren avancerar sig till kostar en summa mat och mynt, förutom Colonial Age som endast kostar en viss summa mat. Priset på varje tidsperiod är inkrementell, men ingen variation mellan olika civilisationer förekommer. I likhet med "minor gods"-systemet i Age of Mythology, använder Age of Empires III ett "Politician System" så att spelaren kan få bonus efter en fullbordad avancering av en tidsperiod. När spelaren väljer att avancera till nästa tidsperiod får denne en valmöjlighet på två eller flera politiker som ger spelaren en speciell bonus. Politikern har en generell titel som vanligtvis avspeglar den bonusen spelaren får, t.ex. "The Naturalist" vilket ger spelaren fyra kor eller "The General" som ger spelaren tolv musketörer och en liten mängd tungt artilleri. Ju längre in i spelprocessen, desto högre nivå får hemstaden vilket möjliggör för spelaren att låsa upp fler politiker. När spelaren utbildar enheter, konstruerar byggnader och dödar fiendeenheter får spelaren erfarenhetspoäng (XP) som samlas i en poängmätare. När mätaren är full kommer spelaren att skaffa ett leveranskort som kan användas för att få fram resurser från spelarens hemstad, som exempelvis enheter, uppgraderingar eller resurser. 

## Kampanj
Kampanjläget består av en berättelse, där spelaren i en serie av scenarier ska utföra olika mål, till exempel att förstöra en given byggnad. I Age of Empires III får spelaren följa med den fiktiva familjen Black i tre följande "Acts" som delar berättelsen i tre generationer. Alla de tre akterna är berättade av Amelia Black (Tasia Valenza).
Istället för att spela i en av de vanliga civilisationerna, tar spelaren befälet över en speciell civilisation (som bara finns i kampanjläget) kopplad till den aktuella akten. De flesta enheterna av spelarens civilisation talar engelska. Men det finns undantag för några unika enheter, som exempelvis den spansktalande "Rodelero" och den tysktalande "Ulhans".

### Act I: Blood
Under akt I får spelaren ta kommandon från riddaren av S:t John inom den spanska civilisationen (fast egentligen är det meningen att det ska vara den maltesiska civilisationen). De kartor som spelas på innehåller många spanska kolonier. 
Handlingen utspelar sig under det sena 1500-talet där spelaren i rollen Morgan Black (riddaren av S:t John) försvarar den sista belägringen i Malta från Sahin (även kallat Falken) av Osmanska riket, och det skildrar belägringen av Malta (1565). Morgan får kommandot av sin överordnade Alain Magnan att hålla Sahin på kusten, vilket Morgan lyckas göra tills ottomanerna kommer fram med de stora bombarderna. Morgan blir då tvungen att tända en stor brasa för att signalera kavalleristöd från Alain som i sin tur gör det möjligt att tvinga tillbaka turkarna och försvara basen.
Med hjälp av en konfiskerad ottomansk kanon kan Morgan och Alain köra ut resten av ottomanerna från Malta och detonera alla de ottomanska vapenförråden som låg i de närliggande grottorna. Innanför grottorna upptäcker de att ottomanerna är väldigt intresserade av ett dolt stenbibliotek där historien om "Lake of the Moon" berättar om ungdomens källa. Det ska vara en hemlig indiansk relik som har förmåga att ge evigt liv. Dock visar det sig att ett annat hemligt sällskap också är ute efter den, de kallas "Circle of Ossus". Alain ger Morgan order att segla till den nya världen för att söka efter källan. På vägen dit blir Morgan attackerad av piraten Elizabet Ramsey (Piraten Lizzie), vilket tvingar honom att gå iland bland de karibiska öarna. Efter att ha försökt att slå tillbaka Lizzie har Morgans män hittat några sjökort som vägleder dem till Nya Spanien på Yucatánhalvön.
På Yucatánhalvön konfronterar Morgan mot Sahin och ottomanernas sökning efter Lake of the Moon. Därefter förstör Morgan och hans män den ottomanska basen. Men den spanska conquistadoren Francisco Juan Delgado de Leon fångar Sahin och några av de ottomanska soldaterna innan Morgan hinner göra det. Morgan tvingas även att kriga mot spanjorerna som har attackerat Morgans nya allians, aztekerna. Efter detta krig med att försvara aztekerna, inser Morgan att Delgado och spanjorerna också var ute efter Lake of the Moon. Morgan finner att mosaiken på aztekernas torg visar kartan till Lake of the Moon som säger att den ligger i Florida.
Morgan sätter segel mot Florida, i hopp om att slå tillbaka spanjorerna där. Under resan drabbas han av en orkan som tvingar honom att landstiga i Kuba, där han lämnar sitt skepp i Havanna. Där får Morgan visa respekt till piraten Lizzie och de kommer överens att om Lizzie tar Morgan till Florida, så ska hon få allt av den spanska skatten som de hittar. 
I Florida möts Morgan och Lizzie av Alain Magnan som säger åt Morgan att fånga in alla de spanska skattfartygen när han ändå är på väg till Lake of the Moon. Morgan och Lizzie gör som Morgan har blivit beordrad och under processen dödas Delgado medan Sahin tillfångatas. Sahin berättar för Morgan att "the Circle " anser att Lake of the Moon verkligen är ungdomens källa och att hans avsikt från början var att förhindra Circle från att göra anspråk på denna källa.
Alain Magnan återvänder från Lake of the Moon och beordrar Morgan att avrätta alla hans allierade och Sahin på grund av hedning. Men Sahin och Lizzie lyckas övertyga Morgan att Alain är nog den egentliga ledaren för "Circle of Ossus". Därför bestämmer sig Morgan, Sahin och Lizzie för att förstöra ungdomens källa och stoppa Circles planer på att dominera den nya världen. 
Vid ankomsten till Lake of the Moon, tar gruppen kontroll över en jättestor kanon (i spelet kallad "Fixed Gun") som har en räckvidd till källan. Med hjälp av denna kanon, Lizzies flotta av brandskepp gjorda av de spanska skattfartygen med Sahins sprängmedel och Morgans markstyrkor, lyckas de hålla emot Circles försvar och samtidigt förstöra ungdomens källa. Under denna process väljer Alain Magnan att själv delta i försvaret och dödas då under kriget. 
Efter att källan har förstörts och Circle har blivit besegrad, så återvänder Sahin till Turkiet och all den spanska skatten som hade blivit lovad till Lizzie sjönk ner i botten av sjön i samband med förstörelsen av källan. Däremot sägs det (dock med otydligheter) att hon och Morgan återförenades flera år senare och att en romans bildades mellan dem. Detta innebär att hon var mor till Morgans barn, vilket gör henne också till en förfader för den framtida familjen Black i kampanjen. Det sista som visas av Morgan är då han funderar om ungdomens källa verkligen var sant och samtidigt fyller på sin fältflaska från samma sjö där ungdomens källa förstördes. 

### Act II: Ice
Under akt II får spelaren spela som John Blacks legosoldat, vilket är inom den tyska civilisationen med enstaka inbyggda egenskaper från den franska civilisationen. Vid den tiden var fransoser inblandade i pälshandeln i Nordamerika och tyska legosoldater var till stor nytta. 
I mitten av 1700-talet så är Morgans barnbarn John Black and hans mohawker vän Kanyenke på väg genom Carolina till Brunswick med deras band av legosoldater för koloniguvernören Stuart Blacks (Johns farbror) tjänst. Efter att ha tidigare försvarat kolonin mot cherokeser, passar John och Kanyenke på att attackera några av cherokesernas krigsläger vilket tvingar dem till en fredsuppgörelse. Men medan John, Kanyenke och de flesta av kolonis garnisoner är borta vid förhandlingarna så attackeras både de och Brunswick av den brittiska armén under General Warwick. Staden kapitulerar och Warwick börjar förhöra den tillfångatagna Stuart om Lake of the Moon. 
John och Kanyenke går tillbaka till staden och kör ut Warwicks styrkor från Brunswick, men Warwick och Stuart är borta. John inser att Circle of Ossus har återvänt. Kanyenke tror att hans syster Nonahkee kan vara i fara. Därför åker John och Kanyenke till New England. Kanyenkes misstankar visar sig vara sanna då Warwick attackerar Nonahkees by ihop om att finna Johns position. Efter slaget avslöjas det att John och Nonahkee är kära i varandra, men de håller det hemligt från Kanyenke tills det har blivit lugnare tider. Trots det har ändå Kanyenke aningar om deras förhållande. 
John och Kanyenke tar med sig sina legosoldater på jakt efter Warwicks flyende armé och allierar sig med fransoserna under sjuårskriget mot Warwick. När överste George Washington talar om för dem att Warwick är en renegat och har jagats av britterna går John med på att spåra upp honom för britterna. John leder vidare sina legosoldater och Washingtons styrkor eliminerar Warwicks bas vid Stora sjöarna. John börjar inse att det är Circle of Ossus som ligger bakom det hela och att Warwick är den nuvarande ledaren. I ruinerna av Circles bas finner John sin farbror Stuart halshuggen. John säger åt Nonahkee att stanna hemma medan han återigen går på jakt efter Warwick som har flytt till de klippiga bergen. Kanyenke erkänner nu att han vet om Johns förhållande med Nonahkee. Kanyenke säger också att han inte hade valt John som blivande make till sin syster, men att han kommer erkänna dem eftersom han vet att Nonahkee själv bestämmer vem hon älskar.
John och Kanyenke går tillsammans för att hitta Warwick. Först börjar de med att få över indianstammarna på Great Plains till deras sida. Det sker genom att de gör goda gärningar för indianstammarna som att försvara dem mot Warwicks styrkor och återlämna kidnappade fångar. Under den processen lyckas John och Kanyenke att spåra upp var Warwicks försörjning transporteras och förstör även en befästning Circle har uppe i bergen. De upptäcker snart att Warwick och hans soldater har flytt ännu längre västerut för att skapa en kontrollstation i Alaska, där Circle har allierat sig med ryssarna. De inser att Circle har planer på att ta över de brittiska och franska kolonierna för att skapa Circle of Ossus som den nya ledaren i nya världen. 
Med hjälp av några gruvarbetare lyckas John och Kanyenke rasera stora stenbroar, vilket stoppar ryssarnas transport av stora kanoner. John skickar sedan Kanyenke och resten av hans legosoldater tillbaka österut medan han själv planterar sprängmedel för att orsaka en stor lavin som ska begrava majoriteten av ryssarna uppe vid bergen. I slutändan då John håller på att sätta upp dynamit, dyker Warwick och flera av hans män upp bakom John. Warwick försöker att döda John, men John använder en kruttunna som sköld vilket hindrar Warwick från att skjuta på honom (då Warwick inte vill skapa en detonering). John springer då och trycker på avtryckaren. Explosionen dödar både John, Warwick och männen. Lavinen som skapas begraver ryssarna och Circle of Ossus blir kraftigt försvagad framöver. 
Under våren anländer Kanyenke hem till sin by, där han får reda på att hans syster har fött Johns son Nathaniel. Kanyenke hjälper till med uppfostringen av Nathaniel. 

### Act III: Steel
Under akt III får spelaren spela i den amerikanska civilisationen som bara finns i kampanjen. Den amerikanska civilisationen har mycket likheter med den brittiska. 
Under 1817 (fem år efter Nathaniels begravning, vilket nämns i kampanjen på expansionen The War Chiefs) skiftas huvudkaraktären till den berättande talaren Amelia Black som är barnbarn till John Black och dotter till Nathaniel. Amelia har ärvt Falcon Company (möjligt uppkallat efter Sahin) som är ett järnvägsföretag vars syfte är att utöka den nya järnvägsverksamheten i USA. Detta eftersom ersättningen som gavs av britterna och amerikanerna för John Blacks offer har uttömts av Johns son (Nathaniel) som finansierade Kontinentalarmén under den amerikanska frihetskriget.
Efter att ha besegrat ett rivaliserande järnvägsföretag och lagt ut spår till den mexikanska gränsen som stöd för det amerikanska kavalleriet, möter Amelia en fransk guldgrävare vid namn Pierre Beaumont. Han hjälper henne och den amerikanska kavalleribefälhavaren Major Cooper att besegra en mexikansk armé som attackerar deras fästning. Pierre lockar Amelia till en gruva i Colorado där hon överraskas av den gamle Kanyenke som har tagit med sig Cooper och kavalleriet. Kanyenke avslöjar att Beaumont är den nya ledaren för Circle of Ossus. Amelia, Kanyenke och Cooper jagar in Beaumont i gruvorna, där de hittar en karta till Lake of the Moon.
De tre reser till Florida och får se att sjön har torkat och nu är ett träsk. Träsket är fylld med guld (mynt) från de sjunkna skattfartygen vilket nämns i akt I. De tre förstör Circles baser som finns i träsket för att förhindra upptagning av allt guld. Cooper får syn på Beaumont och försöker fånga honom, men Beaumonts två vargar kommer till undsättning. Cooper lyckas skjuta en av dem med sin pistol, men blir dödad av den andra. Amelia vill nu hämnas Cooper och får information av de lokala seminolerna att det finns en Inkastad vid Pakaymayu där flera fat från ungdomens källa har lagrats. 
Amelia och Kanyenke seglar omedelbart till Sydamerika, där de hjälper Simón Bolívar med att besegra spanjorerna. Bolívar ger dem vägledning till Inkastaden genom en farlig passage på de kalla Anderna samtidigt som Circles armé är tätt bakom dem. När Amelia och Kanyenke anländer till staden blir de tvungna att försvara den från Circle. Efter den hårda kampen konstaterar Amelia att Beaumont ännu en gång lyckats rymma, men den här gången med flera fat vatten från ungdomens källa.
Amelias och Kanyenkes nästa strid blir på Circles sista befästning i Kuba. Efter att ha allierat sig med den spanska kolonin vid Havanna väntar nu Amelia på den amerikanska flottans stöd, för att kunna förstöra den stora benhuset (Ossuary) och artilleribatteri (Fixed Guns). När striden är över passerar Amelia och Kanyenke en valvport där Beaumont ligger gömd. Beaumont hoppar ner och försöker hugga Amelia, men Kanyenke knuffar henne ur vägen. Alla de tre ligger nu på marken och Beaumont tar sats mot Amelia, men när han närmar sig henne sparkar hon till honom. Beaumont gör ytterligare ett nytt försök men Amelia lyckas få tag i sitt hagelgevär som hon snabbt laddar om och skjuter honom med. Den skatt som Amelia hittar från Circle använder hon till att förnya Falcon Company och lyckats därmed att bygga järnväg ända ut till västkusten.
Under eftertexterna finns det en slutlig filmsekvens mellan Amelia och en gammal gubbe som introducerades tidigare i kampanjen. Först kommenterar gubben om hur stolt hennes familj måste vara över henne med en hänvisning till Circle och hur hon kunde besegra dem i en livstid. Detta ger en antydan på att han är den verkliga Morgan Black. Medan den gamla gubben går iväg, så växer hans röst allt djupare till en mer skotskt dialekt. Han har lyckats leva bra mycket längre än en vanlig människa, detta eftersom han drack från ungdomens källa efter akt I. Amelia frågar honom vad han hade just sagt. Han svarar "Missa inte ditt tåg" och går sedan bort.

## Civilisationer
Alla de olika civilisationerna i spelet har unika enheter och uppgraderingar, exempelvis där de flesta andra civilisationer har en vanlig bågskytt använder sig britterna av långbågar, som har en viss fördel. Förutom de unika enheterna har varje civilisation också specifika enheter som betecknas "Royal Guard units".
Det finns åtta spelbara civilisationer:
| Flagga | Civilisation             | Ledare                  | Hemstad          | Fakta |
| ------ | ------------------------ | ----------------------- | ---------------- | --- |
|        | Spanska imperiet         | Isabella I av Kastilien | Sevilla          | Den spanska civilisationen är i första hand en offensiv civilisation. De har en stark militär och en stabil ekonomi. Spanjorerna har bra närstridssoldater och ryttare, och snabbare transporter från sin hemstad än andra civilisationer, vilket gör dem mer flexibla under början av spelet. Deras unika enheter är Rodelero, Lansiär och missionär. Deras bästa enheter är Espada Rodelero, Garrochista Lansiär, krigshund och Tercio pikenerare. |
|        | Brittiska imperiet       | Elisabet I av England   | London           | Britterna har en stark ekonomi eftersom de kan skaffa sig flera nybyggare snabbare än andra civilisationer. Under början av spelet kan spelaren fokusera sina nybyggare på att samla ved för att bygga "Manors", när denna byggnad uppförs får spelaren en extra nybyggare. Britterna har en stark militär, särskilt under den senare delen av spelet eftersom deras två huvudenheter, musketerare och husar, senare kan bli uppgraderade till en Royal Guard (Kunglig livvakt)-nivå, vilket gör dem starkare än andra civilisationers motsvarande enheter. Deras unika enheter är långbågskytt och raketkanon. |
|        | Franska kolonialimperiet | Napoleon Bonaparte      | Paris            | Den franska civilisationen kan träna upp Coureurs des bois, beväpnade nybyggare, som snabbt kan samla på sig resurser och som kan försvara sig bättre än vanliga nybyggare. Fransmännen har bättre relationer med infödingar än andra civilisationer, vilket gör att de kan alliera sig med de amerikanska infödingarna. Deras unika enheter är kyrassiär (Cuirassier, spelets starkaste kavelleri-enhet) och Coureur des Bois. Deras bästa enheter är Gendarme kyrassiär och Voltigeur Skirmisher. |
|        | Portugisiska imperiet    | Henrik Sjöfararen       | Lissabon         | Den portugisiska civilisationen har förmåga att ha en stor koloni eftersom de kan få en extra prärievagn för varje gång man låser upp en ny epok. Med dessa prärievagnar kan de bygga upp flera Town Centers. Portugiserna har också förmågan att snabbt kunna utforska hela spelkartan eller att spionera på fienden, med hjälp av luftballonger och upptäcktsresandens kikare. Portugiserna har en stark flotta och infanteri, och de bästa dragonerna i spelet. Deras unika enheter är Cassador och orgelbössa. Deras bästa enheter är Jinete dragon och Guerreiro Musketerare. |
|        | Nederländerna            | Moritz av Nassau        | Amsterdam        | De nederländska nybyggarna kostar mynt istället för mat, vilket begränsar befolkningen i deras koloni. Dock kan holländarna bygga banker för att automatiskt kunna skaffa sig mynt. Holländarna brukar oftast börja spelet genom att försvara sin koloni, men när de etablerar fler banker och bygger upp sin ekonomi kommer de att skifta till offensiven. Holländarna har en unik nybyggarenhet kallad Envoy (Sändebud), som fungerar som en utmärkt spanare. Deras unika enheter är Envoy, Ruyter och Fluyt. Deras bästa enheter är Carabineer Ruyter och Nassau Halberdier. |
|        | Tyskland                 | Fredrik II av Preussen  | Berlin           | Tyskarna börjar med färre nybyggare än andra civilisationer, som osmanerna, vilket gör att de har en långsammare ekonomi i början av spelet. De börjar istället med nybyggarvagnar (Settler Wagons) som på kort tid kan konstruera olika byggnader, vilket är relativt effektivt under långvariga spel. Den tyska militären utvecklas stadigt eftersom man får Ulanryttare som bonus när man får transporter från hemstaden, vilket gör att de får en stark ryttararmé. Deras unika enheter är Doppelsoldner, Ulan, krigsvagnar och nybyggarvagnar. Deras bästa enheter är de preussiska Skirmisher och Czapka Ulan. |
|        | Tsarryssland             | Ivan IV av Ryssland     | Sankt Petersburg | Ryssarna börjar med extra resurser, men ett fåtal nybyggare. De får snabbare transporter från hemstaden, vilket gör att de kan använda sina extra resurser till att skaffa sig fler nybyggare eller en stor armé som kan vara användbart under den senare delen av spelet. Ryssarna kan dessutom träna upp infanteri och nybyggare i olika grupper, vilket gör att de tränar upp fler soldater samtidigt, men som dock kostar mer resurser. Ryssarna har också en speciell militärbyggnad som kallas för Blockhouse, vilket fungerar både som en kasern och vakttorn. Med hjälp av dessa och den snabba infanteri-utbildningen, är ryssarnas trupper starka både gällande försvar och anfall. Deras unika enheter är Streltser, kosackryttare och Oprichnik. Deras bästa enheter är Tartar kavalleribågskyttar och Pavlov Grenadjär. |
|        | Osmanska riket           | Süleyman I              | Istanbul         | Den osmanska ekonomin är långsam men konstant och enkel, på grund av att bosättare ständigt producerar resurser automatiskt utan kostnad. Detta ger en fördel eftersom de kan strida mot fiender redan under början av spelet. Nackdelen är dock att de har en begränsad produktion. Osmanerna har också fler unika enheter än någon annan civilisation i spelet. Den osmanska militären använder sig mycket av artilleri, många av dem är mycket unika, såsom den stora Bombard-kanonen som är spelets största och kraftfullaste kanon. Osmanerna har inte så många infanterisoldater: det enda infanteri de kan träna upp är Janitsjarer, en starkare typ av musketerare. Deras unika enheter är janitsjarer, Abus kanon, Spahi, Bombardkanonen, pentry och Imam. Deras bästa enheter är Gardener Husar och Baratcu Grenadjär.     |

Det finns andra civilisationer som är spelbara via kampanjen, dessa är Malteserorden, John Blacks legosoldater och Amerikas förenta stater, vilket egentligen spelas av de spanska, tyska och brittiska civilisationerna med några mindre ändringar. Det finns också tre civilisationer i kampanjen som inte är spelbara, vilka är pirater, Circle of Ossus och indianer. Men det finns möjlighet att spela dessa icke-spelbara civilisationer med hjälp av Scenario Editor.
Man kan dessutom alliera sig med amerikanska urinvånare i trakten man befinner sig i, och ursprungligen finns följande 14 att finna; azteker, karib, cherokee, comancher, cree, inka, irokeser, klamath, lakota, mapuche, maya, nootka, seminoler och tupi. Alla har ett par uppgraderingar, samt en eller två olika soldattyper som man kan utnyttja mot en viss kostnad.
I och med utgivandet av expansionen The War Chiefs blev irokeserna, siouxerna och aztekerna möjliga att spela med, och man kunde då inte längre alliera sig med dem som småstammar. De ersattes av huron, cheyenner och zapoteker.
Med irokeserna har man lättare tillgång till artilleri, eftersom de hade större kontakt med européerna. Siouxerna har många olika sorters kavallerisoldater, medan aztekerna endast har infanteri, då de inte tämjde hästar i samma utsträckning som de nordamerikanska indianerna.
När så expansionen The Asian Dynasties kom blev ytterligare tre civilisationer, denna gång asiatiska, tillgängliga att spela, Japan under Edoperioden, Mogulriket i Indien, samt den kinesiska Qingdynastin.

## Hemstad
Age of Empires III är det första spelet i serien som har infört "Hemstad"-konceptet. Hemstadsfunktionen fungerar som en sekundär stad som är separerad från det pågående spelet. Den kan inte bli attackerad eller förstörd, dock finns det en sorts funktionsuppgradering ("Blockade") som stoppar spelarens motståndare från att ta emot transporter från deras hemstäder. I likhet med ett rollspelskaraktär, så är hemstad ihållande mellan olika spel. Detta innebär alltså att uppgraderingar som har genomförts i separata spel kan tillämpas, så länge en viss stad existerar. Flera hemstäder kan också skapas och upprätthållas, men det stöds bara av en civilisation. 
Hemstaden består av fem huvudbyggnader där spelaren kan välja sina transporter (leveranskort) och anpassningar. De fem huvudbyggnaderna är The New World Trading Company, the Military Academy, the Cathedral, the Manufacturing Plant och the Harbor. Spelaren kan även få tillgång till hemstaden under ett pågående spel genom att klicka på hemstad-knappen (flaggan för den aktuella civilisationen visas som symbol för knappen). Dock fungerar det annorlunda i ett pågående spel. Istället för att anpassa en hemstad eller välja leveranskort, så kan spelaren endast välja att leverera korten (för att få hem transporter) och lägga till dem i sin kortlek.
Under loppet av ett spel, så kommer spelaren att få XP (erfarenhetspoäng), och detta genom att utföra åtgärder som att bygga byggnader, utbilda enheter, döda fiender och samla in skatter. När en viss mängd erfarenhetspoäng har erhållits, så har spelaren möjlighet att skicka ett leveranskort till sin hemstad. Transporterna anländer till spelaren efter en viss tid då spelet fortgår. Erfarenhetspoängen läggs också till på spelarens hemstad, vilket kan utnyttjas för andra spel som använder samma hemstad och höja upp nivån. Spelaren kan också anpassa sina kort i tre olika kombinationer som är "Boom" (ekonomisk kombination), "Rush" (militärisk kombination), eller "Turtle" (defensivt kombination). De första få korten som väljs läggs automatiskt till i spelarens portfölj, där det sedan kan läggas till i kortleken för användning i ett spel. Senare i spelet måste korten väljas manuellt på grund av att det finns en gräns på antalet kort i en kortlek. De flesta av korten är tillgängliga för alla civilisationer, men några kan vara unika för en civilisation. Om det finns fler kortlek på en hemstad, så måste spelaren välja vilken som ska användas innan ett kort levereras för transport. Under ett spel kan bara en och samma kortlek användas. Detta gör att spelaren måste på ett förebyggande sätt anpassa sin kortlek inför ett spel. Varje kortlek kan innehålla max 20 kort. En extra kortplats adderas på kortlekarna inför varje tionde nivå som spelarens hemstad ökar med.

## Tidsperioder
- I:Discovery Age
- II:Colonial Age
- III:Fortress Age
- IV:Industrial Age
- V:Imperial Age
- R:Revolution (Går inte att uppnå från Imperial Age, utan endast från Industrial Age.)

## Enheter
Enheterna i Age of Empires III är baserade som i de tidigare versionerna av spelserien, alltså militära klasser i en ny historisk tidsperiod. Spelaren styr en mängd civila och militära enheter för att kunna expandera och utveckla sin civilisation, men även för att kunna utföra krig mot sina motståndare. Basenheterna i spelet är nybyggare som ansvarar för att samla in resurser (mat, trä och mynt) och konstruera byggnader. Antalet enheter som en spelare kan styra i ett spel är begränsad till en enhetsgräns. Hus och Town Center höjer denna enhetsgräns som kan max vara 200. Basenheter (t.ex. nybyggare) och infanteri räknas som 1, medan en del andra (t.ex. kavalleri) räknas som 2. De mer kraftfulla enheterna, som exempelvis artilleri kan räknas så högt som 7. Indiankrigare (Native warriors), upptäcktsresande, tama djur, varmluftsballonger och krigsfartyg räknas inte med i enhetsgränsen. Dock finns det en inbyggd begränsning, vilket gör att spelaren bara kan äga ett visst antal av dessa specifika enheter åt gången. 
Militära enheter används för strid mot andra spelare. Infanteri är den billigaste enhetstypen där vapnet kan vara alltifrån en enkel armborst till ett mer avancerat gevär. De tyngre artilleriklasserna har också en variation på vapen, huvudsakligen kanoner och granatkastare, men även granater. Sedan finns det vissa enheter som har betydelsefulla funktioner, exempelvis tiraljör som ger en bonusskada mot just infanteri.
En ny enhet har introducerats i Age of Empires III, en upptäcktsresande (Explorer) som är huvudansvarig för spaning och insamling av skatter, men också kan bygga handelsplatser (Trading Post) och dessutom har en speciell attackförmåga. Denna enhet kan aldrig bli dödad, den kan som mest bli medvetslös och återupplivas när enheter från samma civilisation är i närheten. Det går också att betala en lösesumma för att få tillbaka upptäcktsresanden till spelarens Town Center. Lösesumman krediteras till den motståndsspelare som skadade upptäcktsresanden. Vissa leveranskort ökar upptäcktsresandens effektivitet, exempelvis med krigshundar. I spelet finns fartyg på de flesta kartorna. Militära fartyg använder kanoner eller eldpilar, medan andra mindre fartyg används för att samla in resurser eller för att transportera enheter. 
Legosoldater kan vara till hjälp under spelarens kampanj i den nya världen. Legosoldater är inte lika utbildade som de vanliga enheterna, istället är de skickade från hemstaden eller så hyrs de in från en saloon för en stor summa mynt. De flesta är kraftfulla, men de ger inga erfarenhetspoäng. Därför är det ineffektivt att ersätta dem helt med spelarens standardarmé och dessutom försämras ekonomin om dessa enheter används överdrivet. Oftast finns det ett urval av indianstammar på kartorna med egna militära enheter som kan tränas upp om spelaren har bildat en allians med dessa. Vissa indianska militärenheter använder närstridsvapen eller andra inhemska vapen, exempelvis pilbåge och atlatl. Det går också att skapa indianska kanoter om någon sjö eller hav existerar på kartan. 

### Infanteri
- Pikenerare
- Halberdier
- Rodelero (Spansk krigare med svärd och sköld)
- Doppelsöldner (Landsknekt)
- Janitsjarer
- Musketerare
- Minuteman
- Armborstskytt
- Långbågskytt
- Streltser
- Skirmisher
- Cassador

### Kavalleri
- Husar
- Kyrassiär
- Kosackryttare
- Ulan
- Lansiär
- Oprichnik-ryttare
- Spahi (Turkisk ryttare)
- Dragon
- Kavalleribågskytt
- Ruyter
- Krigsvagn

### Artilleri
- Grenadjär
- Falkon
- Abus kanon (Haubits)
- Orgelbössa
- Mörsare
- Culverin
- Bombard (Dardanelles kanon)
- Raketkanon

## Byggnader

### Ekonomiska byggnader
I spelet kan flera olika byggnader konstrueras, med olika syften. Town Center (Centrum) är den viktigaste byggnaden, i vilken man tränar nybyggare/byinvånare och avancerar i tidsperiod.
Huset används för att ge utrymme att skapa fler enheter. Man kan även konstruera en marknadsplats där man kan sälja och köpa trä och mat, samt uppgradera nybyggarna för att samla resurser snabbare. Kvarnar kan byggas för en ständig källa till mat, samlandet från den går däremot inte särskilt snabbt, detsamma gäller för plantage vilket erbjuder ett oändligt, men långsamt, förråd av mynt. Boskapsdjur som blir fetare alltmedan de äter och går att slakta för större mängd mat går att träna i ladan. Hamnen används för att träna olika sorters båtar och slagskepp, samt uppgradera dessa, bland annat fiskebåtar, utforskarbåtar och fregatter.
Fabriken kan endast skickas från hemstaden. Den ger en inkomst av mat, trä eller mynt utan att man behöver ha nybyggare i den. Den kan skapa stora kanoner om man väljer detta. Nederländerna kan även bygga banker, vilka fungerar som fabriker, fast de ger endast mynt.
Det går även att bygga speciella marknadsplatser vid handelsvägar och mindre indianstammar. Med hjälp av dessa kan man uppgradera handelsvägarna från en travois till en diligens, och från denna till järnväg med tåg. Med varje uppgradering medföljer att man får det man väljer att få levererat snabbare, man kan välja att få levererat mat, trä, mynt eller XP. Det senaste används för att ge transporter från hemstaden.
Varje koloni kan även bygga en kyrka, eller moské om man spelar som Osmanska riket, där man kan träna en präst (även imam från Osmanska riket eller missionär från Spanska imperiet) som helar skadade enheter. Det finns även flera olika uppgraderingar. Från Imperial Age kan man även bygga stadshus där ännu fler och starkare uppgraderingar finns, exempelvis en uppgradering som låter spelaren se allt som fienden ser.

### Militära byggnader
Kaserner kan byggas när man avancerat till Colonial Age, och därifrån kan man träna olika former av infanteri. Kavallerisoldater tränas i stallet, och artilleri i verkstaden. Tyghuset används för att uppgradera soldater med ytterligare uppgraderingar. Man kan även bygga utkikstorn, som har lång sikt och kan beskjuta närbelägna fiender.
Man kan även bygga en saloon per koloni, där man kan träna olika legosoldater från Europa. Dessa är dyra, men ofta väldigt starka. Man kan exempelvis hyra in tyska jägarsoldater från Hessen och fysiljärer från Sverige.
Fortet kan endast skickas från hemstaden. Det är en offensivt lagd defensiv byggnad som skjuter med kanon på fienden. Där kan man också träna alla infanteri- och kavallerisoldater.

## Kartor
I spelet kan man spela på kartor som täcker hela Amerika, från nord till syd, samt Asien, men detta endast om man har expansionen The Asian Dynasties.

### Nordamerika
- Bayou, träskmarkerna i sydöstra USA, vid Florida. De tillgängliga indianstammarna är Cherokee och Seminolerna. Det finns ingen handelsväg.
- Kalifornien, USA:s västra kust, där finns alltid en handelsväg som går från nord till syd, samt indianstammarna Klamath och Nootka.
- Carolina, staterna North- och South Carolina i östra USA, det finns en handelsväg, samt indianstammarna Cherokee och Seminolerna.
- Stora sjöarna, vid de Stora sjöarna i USA och Kanada, på kartan finns en stor, rund sjö i mitten, med en handelsväg runt. De tillgängliga indianstammarna är Cree, Cheyenne och Huron.
- Great Plains, de stora grässlätterna som sträcker sig över hela centrala USA, samt en bit av Kanada. Kartan är stor och det finns mycket bison att jaga för mat. Det finns en handelsväg, och indianstammarna är Cheyenne och Comanche.
- Nya England, nordöstra USA och sydöstra Kanada. Kartan är vid kusten, och det finns en liten handelsväg, samt två indianstammar, antingen Huron eller Cherokee.
- Nordvästterritorierna, i nordvästra USA och västra Kanada. Ett regnigt område med många små skogar och en flod som erbjuder fiske för kolonierna. Det finns två små handelsvägar, två Klamathstammar och en Nootkastam.
- Ozarkbergen, i centrala USA. Ett stort gräsområde med mycket skog och en handelsväg.
- Painted Desert, badlandsområdet i Arizona, USA. Kartan är liten, och där finns mycket bison att jaga. Det finns ingen handelsväg, men flera indianstammar, Apache och Navajo.
- Plymouth, liknar till utseendet Nya England och är geografiskt beläget där, men kartan är grönare och har ingen handelsväg, men flera Huronstammar. Specifikt för kartan är att man har hjälp av ett antal pilgrimer, som fungerar som arbetare. Man har också en kalkon som fungerar som scout.
- Klippiga bergen, i centrala USA och Kanada. Varje koloni börjar på varsin högplatå. Mellan dem finns en skogig dal med många hjorthjordar. Det finns två handelsvägar och indianstammarna är Cheyenne eller Comanche.
- Saguenay, i största delen av Kanada. Ett stort område med mycket skog och många hjordar av olika djur att jaga. Ibland finns en liten handelsväg, och ibland en längre. Huron och Creestammarna finns där.
- Sonora, i södra USA och i Mexiko, ett ökenområde helt utan vatten. Det finns en handelsväg och indianstammarna Apache, Navajo och Maya håller till i öknen.
- Texas, i södra USA, alla resurser är låga här, men det finns en del kor utspridda att leta reda på. Det finns två handelsvägar och ofta ett par indianstammar, Apache eller Comanche.
- Yukon, i nordöstra Kanada (i verkligheten ligger Yukon i nordvästra Kanada). Ett snötäckt landskap med mycket skog och mycket mynt. Det finns en handelsväg och två indianstammar, antingen Nootka eller Cree.

### Centralamerika
- Västindien, varje koloni startar på en ö med få resurser. Det finns även en större ö med handelsväg och fler resurser. Eftersom hela kartan är belägen vid havet är vattenstrid nästan omöjlig att undvika. Karibstammen finns här.
- Hispaniola, ön som utgör Haiti och Dominikanska republiken. Det är en enda stor ö utan handelsväg, men flera Karibstammar.
- Yucatánhalvön, i Centralamerika. Kolonierna befinner sig i varsin ände av en landremsa med vatten på bägge sidor. En handelsväg sträcker sig genom hela kartan, och stammarna Maya och Zapotek finns här.

### Sydamerika
- Amazonas regnskog, vid Amazonfloden i nordöstra Sydamerika, framförallt Brasilien. Kolonierna befinner sig på varsin sida av den stora floden, och har också varsin handelsväg. Indianstammarna som finns här är Karib, Inka, Tupi och Zapotek.
- Anderna, som sträcker sig över nästan hela västra Sydamerika. Där finns flera stora hjordar guanaco och flera Inkastammar att alliera sig med. Det finns också en handelsväg.
- Araukania, i västra Sydamerika, framför allt i nuvarande Chile. Kolonierna befinner sig vid kusten och en lång handelsväg, det finns även Inka och Mapuchestammar att alliera sig med.
- Orinoco, kolonierna befinner sig vid Orinocofloden i Venezuela eller Colombia, de är åtskilda av floden, som inte är nödvändig att segla över, eftersom det finns platser där floden är grund. Det finns ingen handelsväg, men flera indianstammar, Karib, Maya, Tupi och Zapotek.
- Pampas, i Argentina, det är en prärie med en lång handelsväg och indianstammarna Inka och Tupi.
- Patagonien, den sydligaste delen av Sydamerika. Det finns två sjöar, en stor och en lite mindre som erbjuder kolonierna gott fiske. Det är den enda kartan i spelet utan indianstammar, men två mycket små handelsvägar, en vid varje kolonis startplats.

### Asien
De asiatiska kartorna är endast tillgängliga med expansionen The Asian Dynasties. I dessa kartor finns naturligtvis inga amerikanska indianer att alliera sig med, utan olika asiatiska kulturer, såsom zen, bhakti och jesuiter. Soldaterna man kan träna med jesuiterna är conquistadorer på häst, och spanjorernas upptäckare är också en conquistador, fast utan häst.
- Borneo, en vacker ö med höga resurser, det finns flera hjordar serover och elefant att jaga. Det finns två handelsvägar, och ett par sufimoskéer att alliera sig med.
- Sri Lanka, kolonierna börjar på varsin liten ö med väldigt få resurser. Det finns en större ö med fler resurser. Det finns inga handelsvägar, och det mesta av mat och myntsamlandet finns i fisket. En bugg i denna karta är att när man spelar mot CPU (en datorstyrd spelare) så koloniserar inte motståndaren den större ön, utan blir kvar på sin ö, och sänder soldater till spelarens ö.
- Deccan, den indiska högplatån. I norr och söder finns handelsvägar, och i mitten kan man alliera sig med bhaktimunkar, sufi och udasi.
- Himalaya, finns i två versioner, vanliga Himalaya och Övre Himalaya, endast den förra har en handelsväg. Här finns udasi och bhakti.
- Honshu, den största av Japans öar. Fiendekolonierna börjar på varsin sida av en avlång ö, med två fiskebåtar att fiska med redan från början. På ön finns ingen handelsvägen, men en sådan finns på en annan ö. Det finns även ytterligare två öar, ofta med mynt på. På huvudön finns zenmunkar och ett jesuitkloster att alliera sig med.
- Indokina, i Sydostasien, ett stort grönt område, med kusten till öst. Det finns ingen handelsväg, men det finns sufimoskéer och jesuitkloster.
- Mongoliet, ett ökenlandskap. Det finns en handelsväg, sufimoské och ett shaolintempel.
- Sibirien, ett vinterlandskap, framför allt i östra Ryssland.
- Sidenvägen, kan vara var som helst längs den faktiska Silkesvägen. Kartan går ut på att kolonierna ska försöka ta över speciella platser längs Sidenvägen, som är som en vanlig handelsväg, från laglösa som tagit över dem.
- Hunghe, ett dimmigt landskap någonstans längs floden Gula floden i Kina. Det finns handelsväg och både zen- och shaolintempel.

## Mottagande
Age of Empires III har mottagits väl av kritiker och recensenter. Spelet fick ett genomsnitt på 82 % enligt Gamerankings. Age of Empires III blev listad som den åttonde bäst säljande datorspelet under 2005 och hade sålts i över två miljoner exemplar under maj 2007. GameSpy påpekade att spelet kommer visserligen inte att omdefiniera realtidsstrategigenren, men att andra kommande spel kommer att jämföras med denna under ett par år framöver. IGN har också lämnat ifrån sig kommentarer som säger att Age of Empires III är ett utmärkt balanserat och polerat spel, bortsett ifrån några petigheter i gränssnittet så är hela spelet i sig grundligt bra gjort. GameZone kommenterade med "ett köpt du inte kommer att ångra".